# Autotun
Un autotun este un tun fixat pe un șasiu motorizat, dotat cu roți sau cu șenile. Tunul poate fi de artilerie, antiaerian sau antitanc. El este manevrat prin mijloace proprii, spre deosebire de un tun remorcat care necesită un vehicul sau alte mijloace de transport pentru a fi deplasat pe câmpul de luptă. Autotunurile sunt arme de sprijin; ele sunt folosite de către unități speciale atașate sau aflate în sprijinul principalelor unități de luptă: infanteria și blindatele. 
Autotunurile pot fi protejate de un blindaj, însă acesta este mai subțire decât cel al tancurilor. De obicei, autotunurile nu au turelă. Spre deosebire de tancuri, care sunt proiectate special cu scopul de a distruge alte tancuri, numai unele tipuri de autotunuri sunt destinate luptelor antitanc.
Unele autotunuri sunt utilizate ca piese de artilerie, într-un mod asemănător folosirii tradiționale a obuzierelor remorcate. Cu toate acestea, înțelesul celor doi termeni (autotun și artilerie autopropulsată) nu este același, artileria autopropulsată fiind un tip de autotun. 

## Tipuri de autotunuri

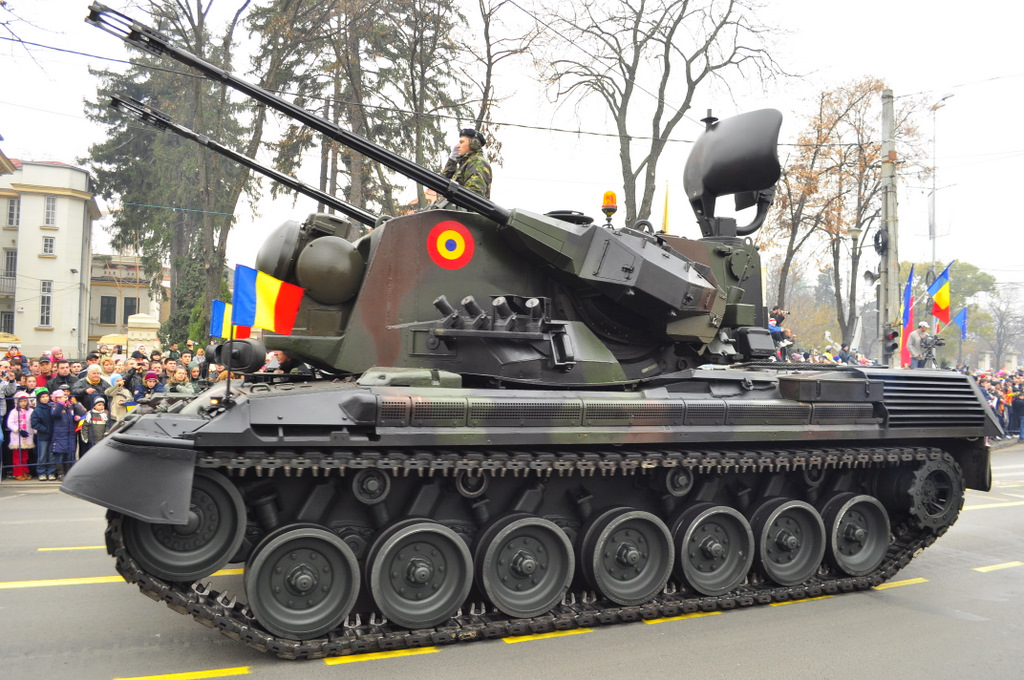
Complexul antiaerian autopropulsat "Ghepard", folosit de Armata Română

În prezent, există patru tipuri de autotunuri. Unele vehicule pot îndeplini mai multe roluri.

### Artilerie autopropulsată
Vezi de asemenea Artilerie autopropulsată
Tunurile și obuzierele autopropulsate sunt folosite precum variantele lor remorcate: aruncarea de proiectile grele la mare distanță. Artileria autopropulsată poate include însă și unele arme care nu sunt autotunuri, precum lansatoarele de rachete multiple. 

### Tunurile de asalt
Vezi de asemenea Tun de asalt
Tunurile de asalt sunt dotate cu piese grele de artilerie, fiind destinate sprijinirii infanteriei prin foc direct asupra fortificațiilor inamice, folosind muniție explozivă.

### Vânătorii de tancuri
Vezi de asemenea Vânător de tancuri
Vânătorii de tancuri sunt tunuri antitanc autopropusate. Ei sunt dotați cu o unitate de foc capabilă să distrugă tancurile inamice, dar sunt folosiți mai ales în mod defensiv.

### Armele antiaeriene autopropulsate
Vezi de asemenea Armă antiaeriană autopropulsată
Aceste vehicule sunt folosite de obicei în mod defensiv, pentru a stopa atacurile aviației inamice. La nevoie, ele pot fi folosite împotriva țintelor de la sol, pentru sprijinirea infanteriei.

## Exemple
- Artilerie autopropulsată
  - Wespe - obuzier autopropulsat de calibru 105 mm
  - Hummel - obuzier autopropulsat de calibru 150 mm
  - Grille - (folosit și ca tun de asalt) tun autopropulsat de calibru 150 mm
  - PzH 2000 - un vehicul modern, de calibru 155 mm, folosit de armata germană. Poate trage 3 proiectile în 9 secunde.

- Tunuri de asalt
  - StuG III - folosit de Germania nazistă atât ca tun de asalt, cât și ca vânător de tancuri
  - StuG IV - folosit de Germania nazistă
  - Sturmpanzer IV - folosit de Germania nazistă
  - ISU-152 - folosit de Armata Roșie și ca vânător de tancuri. Forța proiectilului exploziv de calibru 152,4 mm era atât de mare, încât putea să scoată turela tancului greu german Tiger II.

- Vânători de tancuri
  - Panzerjäger I - primul vânător de tancuri proiectat de Germania nazistă
  - Jagdpanther - considerat a fi unul dintre cele mai reușite modele din timpul celui de-al Doilea Război Mondial
  - TACAM R-2 - folosit de Armata Română
  - Jagdtiger - cel mai greu vehicul blindat al celui de-al Doilea Război Mondial
  - SU-100 - folosit de armata sovietică

- Tunuri antiaeriene autopropulsate
  - Möbelwagen
  - Wirbelwind
  - Ghepard - aflat în dotarea Armatei Române.

## Galerie foto

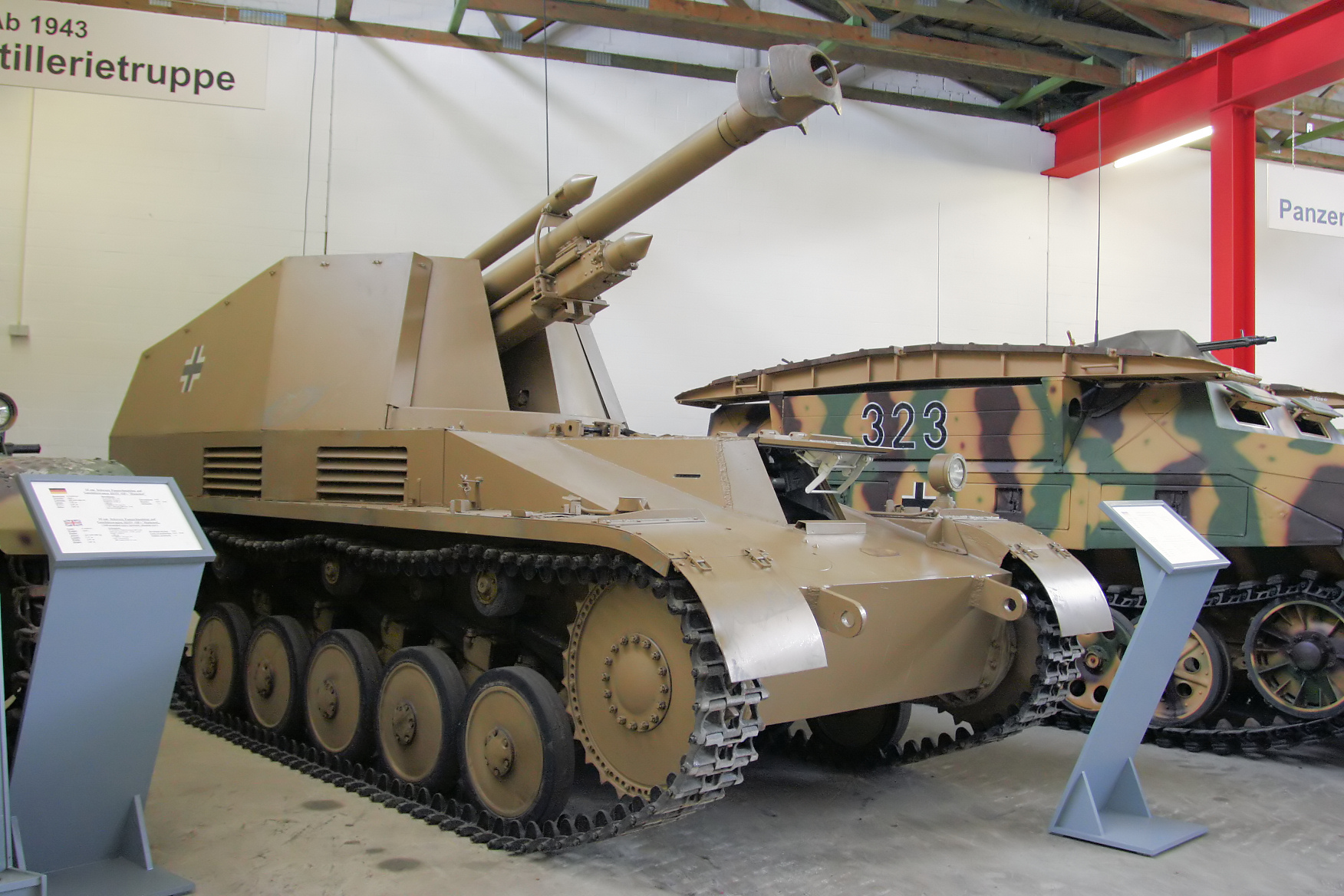
Obuzierul autopropulsat Wespe
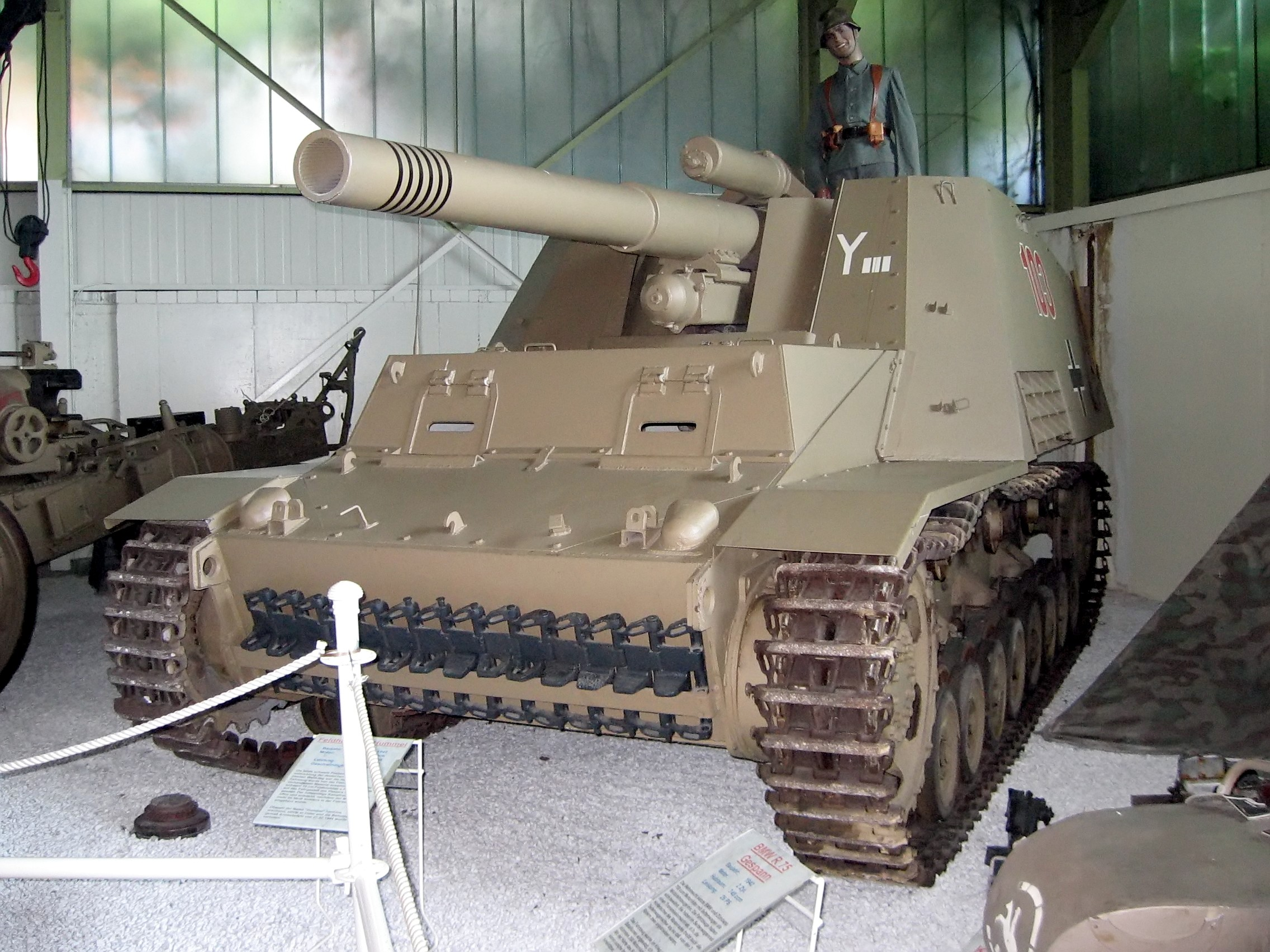
Obuzierul autopropulsat Hummel
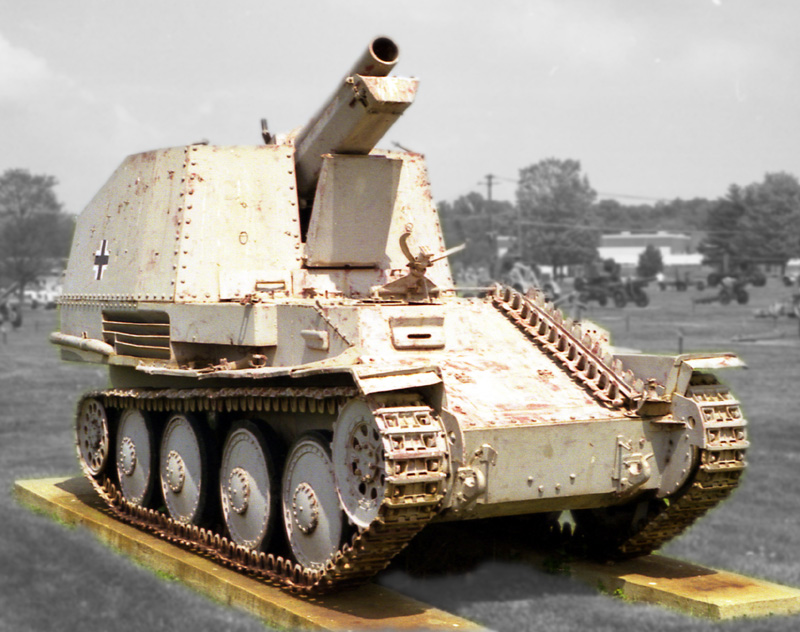
Tunul autopropulsat Grille
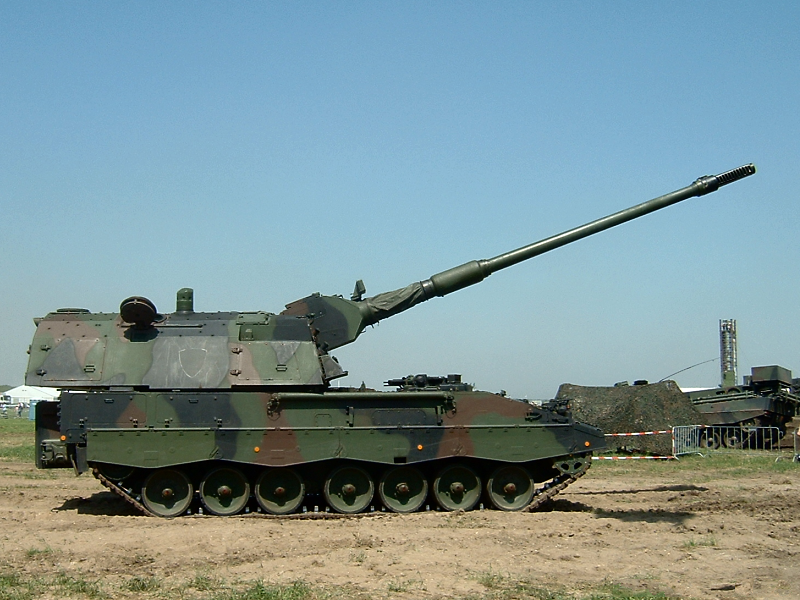
PzH 2000, un obuzier autopropulsat modern
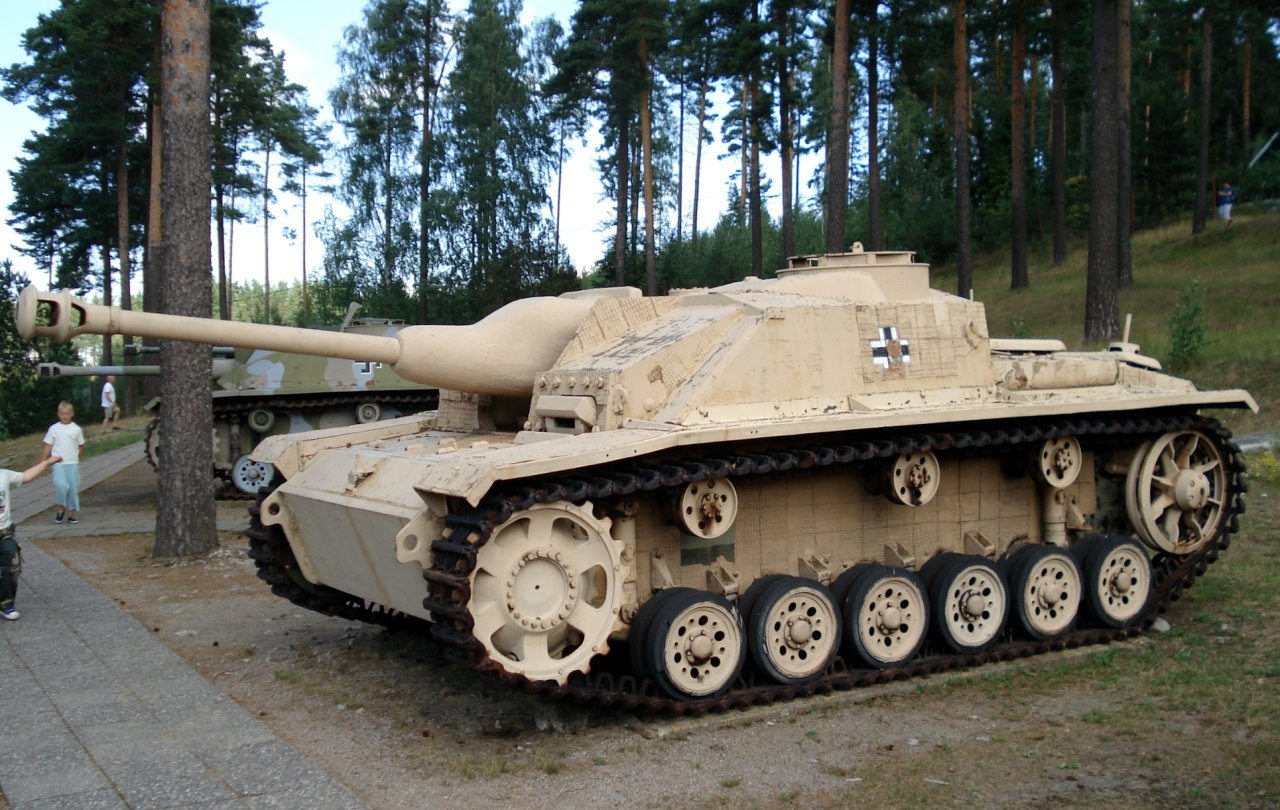
Tunul de asalt german StuG III
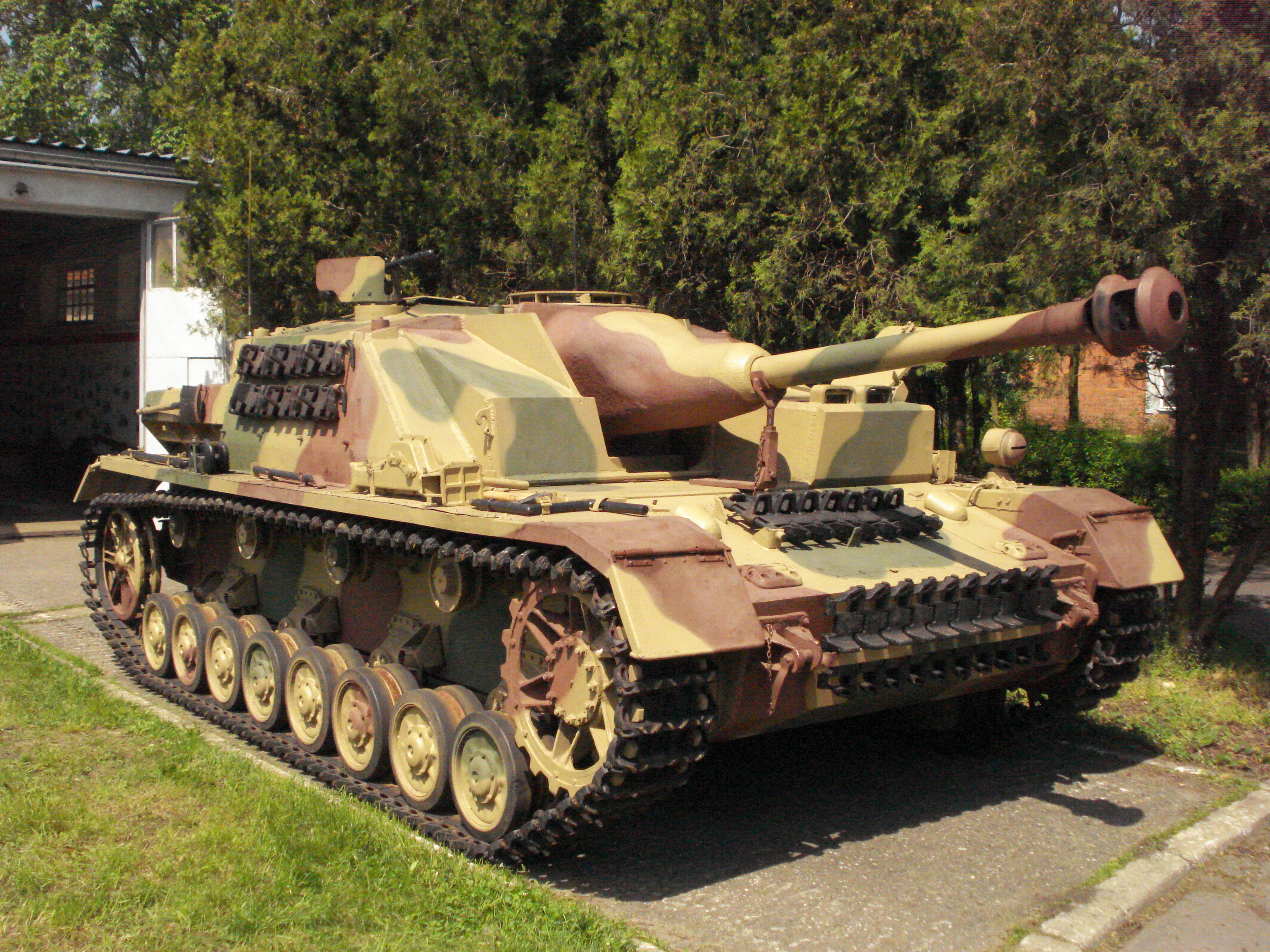
Tunul de asalt german StuG IV
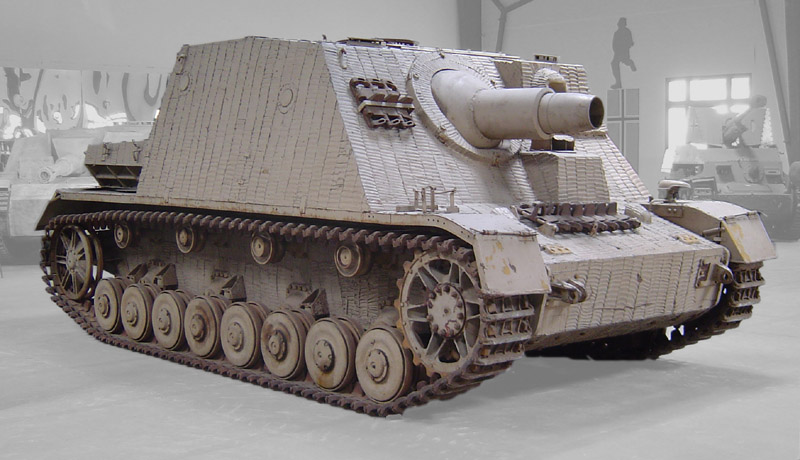
Tunul de asalt german Sturmpanzer IV
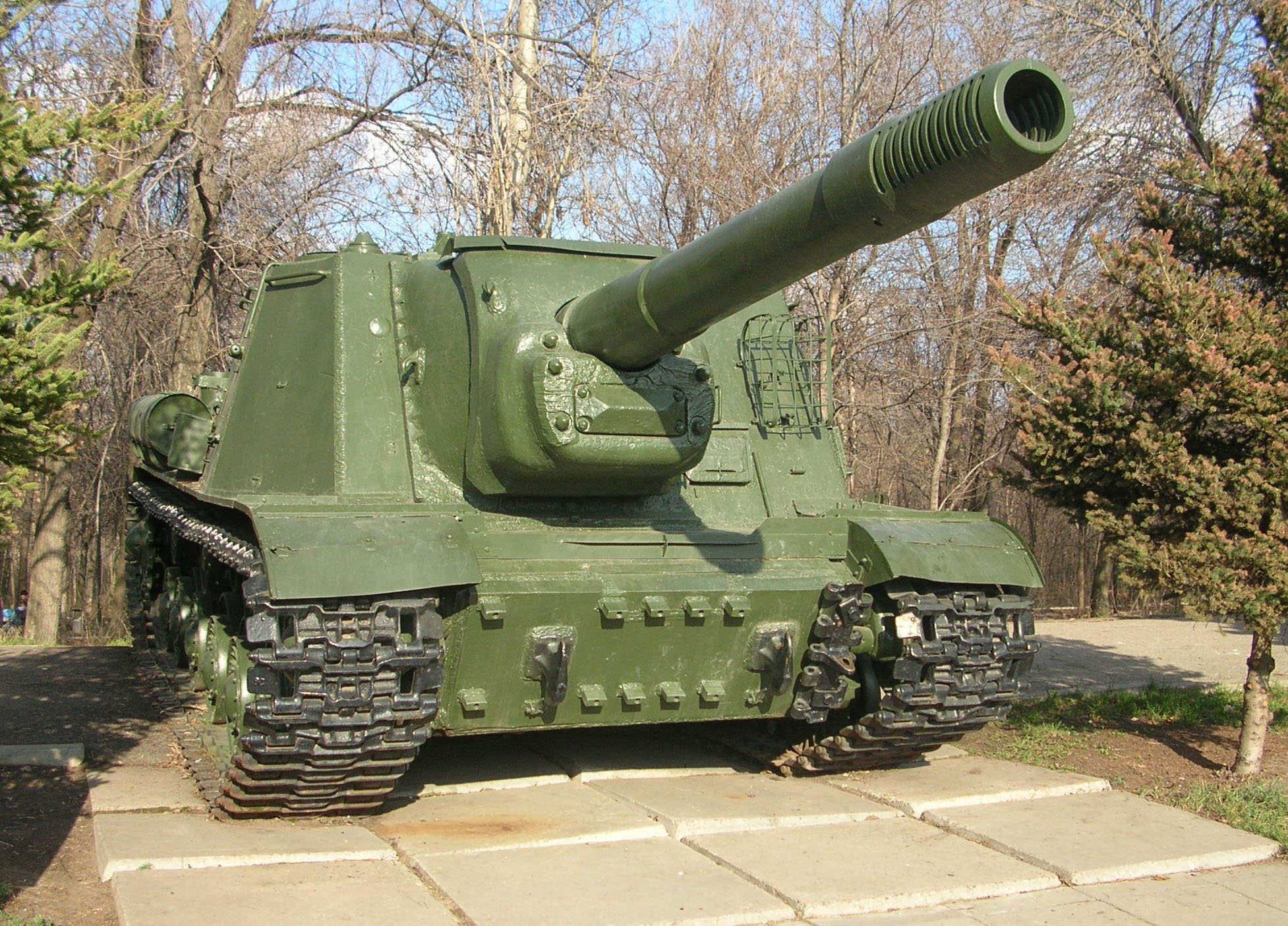
Tunul de asalt sovietic ISU-152
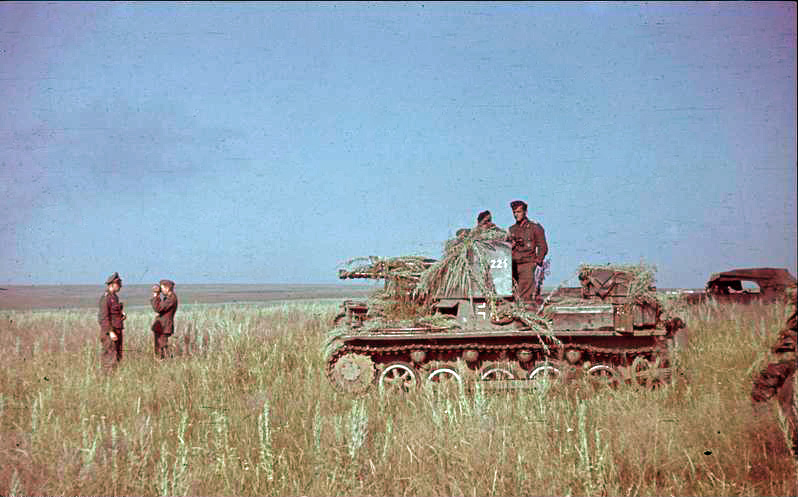
Un vânător de tancuri Panzerjäger I pe Frontul de Est
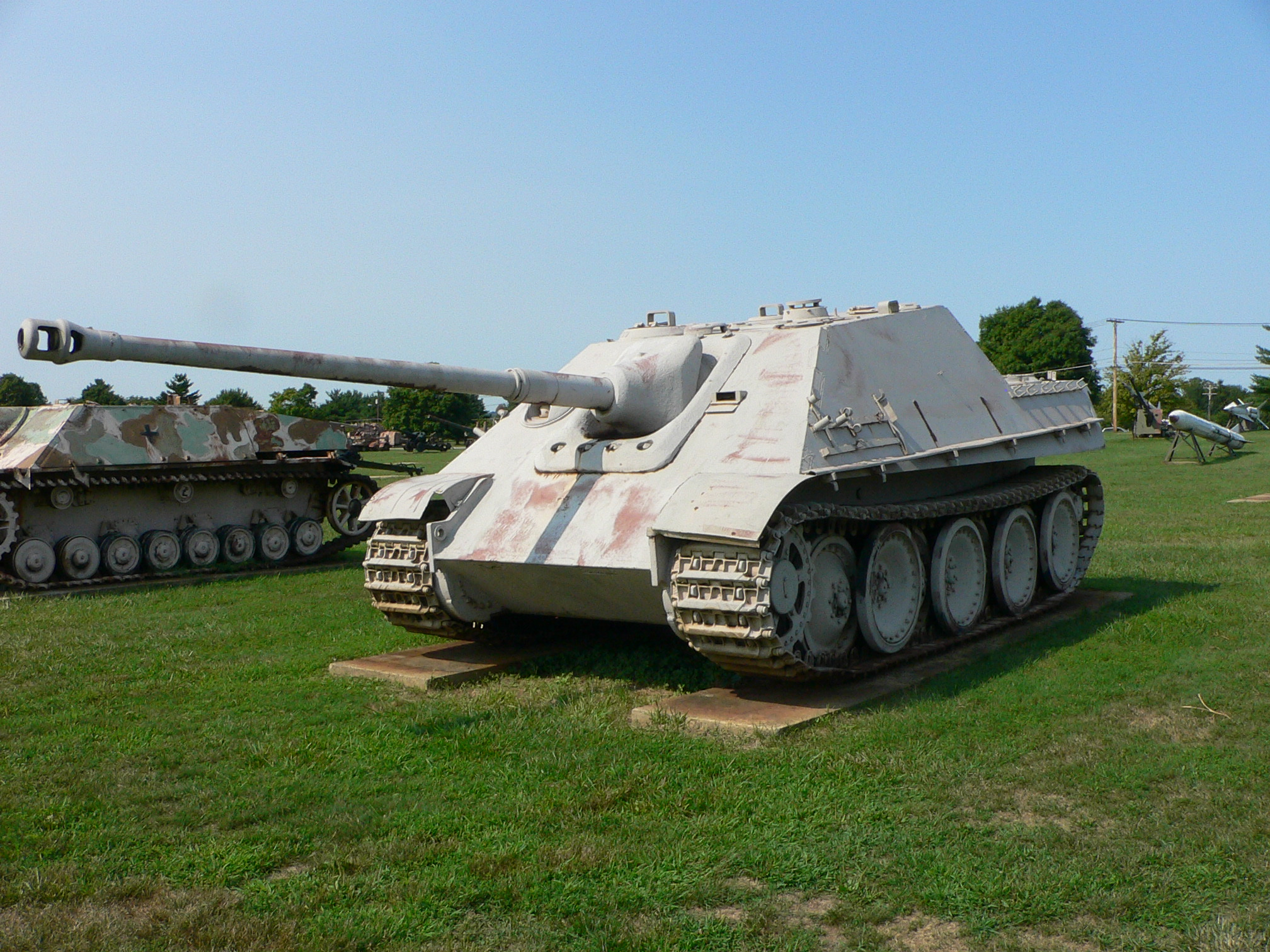
Vânătorul de tancuri Jagdpanther folosea șasiul tancului mediu Panther
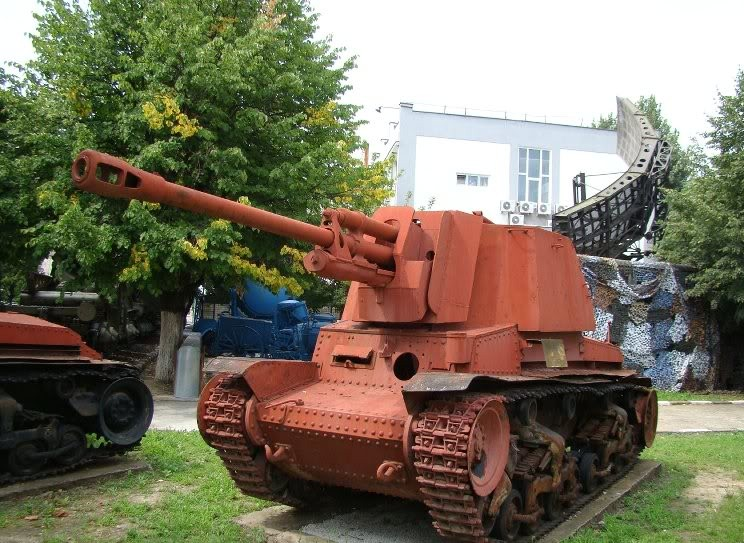
Vânătorul de tancuri TACAM R-2, folosit de Armata Română
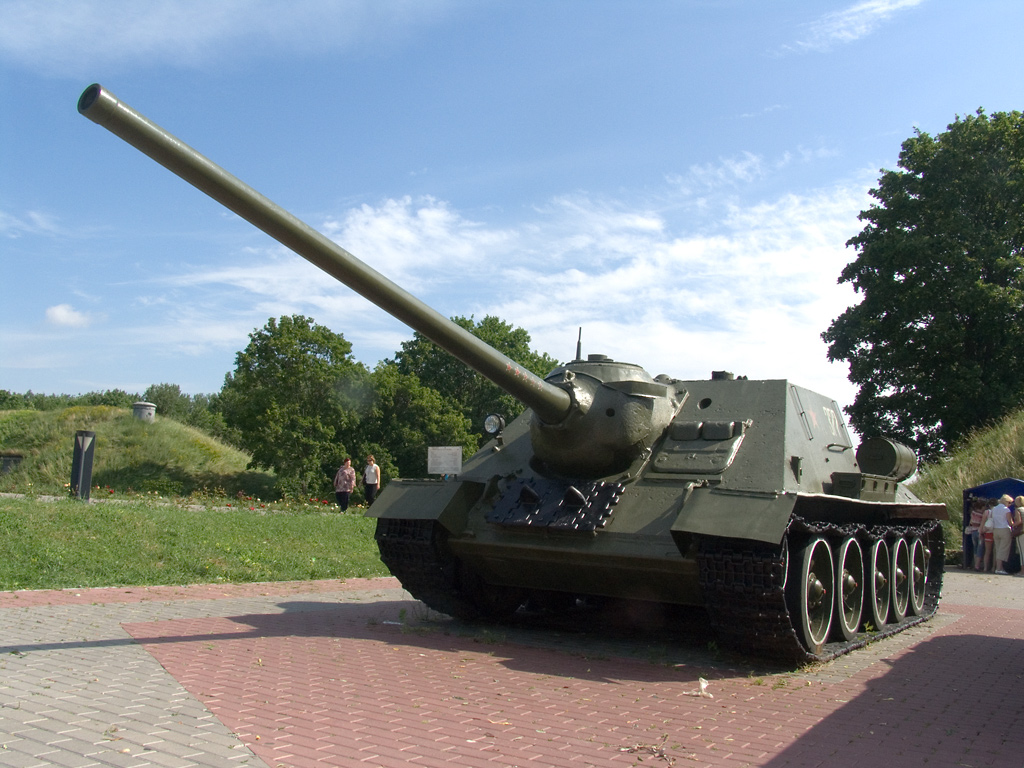
Vânătorul de tancuri sovietic SU-100